# Sphrageidus fervida
Sphrageidus fervida är en fjärilsart som beskrevs av Walker 1863. Sphrageidus fervida ingår i släktet Sphrageidus och familjen tofsspinnare. Inga underarter finns listade i Catalogue of Life.